# Sara Yüceil
Sara Yüceil est une joueuse de football belge née le 22 juin 1988 à Mons.

## Biographie

### En club
Elle joue dès l'âge de 5 ans au Stade Brainois. Elle évolue ensuite jusqu'en 2012 au FCF White Star Woluwé puis joue deux saisons au OHL. Elle devient en 2014 joueuse du Standard de Liège, y disputant notamment quatre matches de Ligue des champions.
Elle rejoint l'Olympique de Marseille à l'été 2016,.
En juin 2017, elle est transférée aux Pays-Bas, au PSV Vrouwen.
En juin 2021, elle annonce qu'elle met un terme à sa carrière.

### En sélection
Elle compte une sélection en équipe nationale des moins de 19 ans, lors d'un match de la phase de groupes du Championnat d'Europe de football féminin des moins de 19 ans 2006 contre l'Allemagne le 16 juillet 2006.
Elle obtient sa première sélection en équipe nationale belge le 11 février 2015 pour un match amical contre l'Espagne.

## Palmarès
- Championne de Belgique (2) : 2015 - 2016
- Championne de Belgique de Division 1 (1) : 2016
- Championne de Belgique et des Pays-Bas (1) : 2015